# Louis de Girardin
Pour les articles homonymes, voir Girardin.
Alexandre François Louis de Girardin (16 août 1767 à Paris – 5 septembre 1848 à Avranches) est un officier et député français.

## Biographie
Second fils de « messire René-Louis de Girardin, marquis de Bragy, vicomte d’Ermenonville, mestre-de-camp de dragons, et de dame Camille-Adélaïde-Brigitte Berthelot de Baye » et frère de Louis Stanislas de Girardin, servit dans les armées du roi, parvint au grade de capitaine de dragons. Administrateur du département de l’Oise, le 20 frimaire an VIII, choisi par le Sénat conservateur comme député de l’Oise au Corps législatif ; il obtint le renouvellement de son mandat le 2 mai 1809, fut créé comte de l’Empire le 9 mars 1810, et siégea jusqu’à la fin de l’Empire.
Entré dans la garde nationale en 1789, il en devint le chef de la seconde légion en avril 1814. Le 5 septembre de la même année, il fut créé chevalier de la Légion d'honneur.
Il épouse sa cousine Alexandrine Berthelot de Baye (remariée au général-vicomte Jean-Pierre Doguereau, fille du général Alexandre Berthelot, comte de Baye, et de Marie Reine Pinel-Dumanoir), puis avec Jeanne-Victoire-Henriette de Navailles, vicomtesse de Saint-Martin-d'Arberoue, veuve du duc Armand-Désiré de Vignerot du Plessis, puis avec Fanny Muntzenberg, veuve de Moritz von Fries. Il a également une relation avec Louise Contat. Il est le père du général Amable de Girardin, du chanoine Eleuthère de Girardin et de Numance de Girardin, ainsi que le grand-père de Gaston de Ludre.

## Mandats
- 30/11/1803 - 04/06/1814 : Oise - Bonapartiste
- 04/06/1814 - 20/03/1815 : Oise

## Distinctions
- Chevalier de la Légion d'honneur (1814)

## Sources
- Dictionnaire des parlementaires français, Adolphe Robert, Edgar Bourloton et Gaston Cougny, tome 3, Fes-Lav, Bourloton éditeur, Paris, 1889.